# Spiroplectella
Spiroplectella es un género de foraminífero bentónico de la subfamilia Spiroplectammininae, de la familia Spiroplectamminidae, de la superfamilia Spiroplectamminoidea, del suborden Spiroplectamminina y del orden Lituolida. Su especie tipo es Spiroplectella cylindroides. Su rango cronoestratigráfico abarca el Holoceno.

## Discusión
Clasificaciones previas incluían Spiroplectella en el suborden Textulariina del Orden Textulariida, o en el orden Lituolida sin diferenciar el suborden Spiroplectamminina.

## Clasificación
Spiroplectella incluye a las siguientes especies:
- Spiroplectella cylindroides
- Spiroplectella earlandi
- Spiroplectella gracillima